# Jesús Huerta de Soto

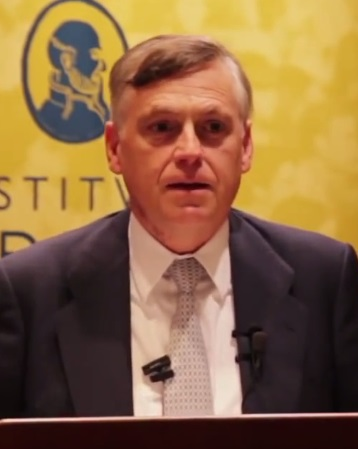
Jesús Huerta de Soto 2014

Jesús Huerta de Soto Ballester (* 1956 in Madrid) ist ein spanischer Wirtschaftswissenschaftler der Österreichischen Schule und Professor für Wirtschaftspolitik an der Universität Rey Juan Carlos in Madrid.

## Leben
Jesús Huerta de Soto wurde 1984 in Rechtswissenschaften und 1992 in Wirtschaftswissenschaften von der Universität Complutense in Madrid promoviert. Als Stipendiat der Spanischen Zentralbank war er auch Student an der Stanford University, von der er einen MBA erhielt. Ab 1979 war er Professor der Wirtschaftspolitik an der rechtswissenschaftlichen Fakultät der Universität Complutense. Seit 2000 ist er Ordinarius für Wirtschaftspolitik an der rechts- und sozialwissenschaftlichen Fakultät der Universität Rey Juan Carlos in Madrid und seit Oktober 2007 leitet er an der gleichen Universität das einzige offiziell akkreditierte Masterprogramm in Ökonomie der Österreichischen Schule, das in der gesamten Europäischen Union Gültigkeit besitzt, um ihr Paradigma in ganz Europa und dem Rest der Welt zu verbreiten. Seit Mai 2004 ist er Gründer und Herausgeber der akademischen Zeitschrift Procesos de Mercado: revista europea de economía política, die halbjährlich erscheint und Aufsätze zur Österreichischen Schule in den offiziellen Sprachen der Europäischen Union veröffentlicht. Außerdem ist er auf unternehmerischem Gebiet Präsident und Generaldirektor von España, S.A. Compañía Nacional de Seguros, der Lebensversicherungsgesellschaft, die sein Großvater und erster Versicherungsmathematiker Spaniens, Jesús Huerta Peña, 1928 gründete. Er hat eine Vielzahl seiner akademischen Publikationen dem Versicherungssektor gewidmet, was ihm 1983 den Premio Internacional de Economía, übergeben von König Juan Carlos, für seine Arbeit Planes de pensiones privados einbrachte.
Huerta de Soto gehört zudem dem Ludwig von Mises Institute an, war Schirmherr der Fundación Instituto Madrileño de Estudios Avanzados (IMDEA) und stellvertretender Vorsitzender der Mont Pelerin Society (2000–2004). Außerdem gehört er zum Beirat des Quarterly Journal of Austrian Economics, des Journal of Markets and Morality und der Zeitschrift New Perspectives on Political Economy. Gleichermaßen ist er Mitgründer der Sociedad para el Estudio de la Acción Humana. Zudem arbeitet er sehr eng mit dem Instituto Juan de Mariana in Madrid zusammen. Ihm wurde 2009 von der Universidad Francisco Marroquín seine erste Ehrendoktorwürde angetragen, die von einer weiteren durch Universität Alexandru Ioan Cuza in Iasi (Rumänien, 2010) gefolgt wurde. Ein Jahr später erhielt er in Moskau durch die Finanzuniversität der Regierung der Russischen Föderation (2011), gegründet 1919 durch Lenin, einen dritten Ehrendoktortitel. Neben anderen internationalen akademischen Anerkennungen hat er den Adam Smith Preis vom C.N.E. aus Brüssel (2005), den Franz Cuhel Memorial Prize for Excellence in Economic Education durch die Wirtschaftsuniversität Prag (2006), den Gary G. Schlarbaum Prize for Liberty (Salamanca, 2009), und die Medalla de Foment del Treball Nacional (Barcelona, 2009) verliehen bekommen. Schließlich erhielt er am 21. Juni 2013 die durch die Hayek-Gesellschaft verliehene Hayek-Medaille in der Universität Göttingen (Deutschland).

## Lehren
Zu seinen anerkanntesten intellektuellen Beiträgen zählen seine Studie zur unternehmerischen Funktion und der Unmöglichkeit des Sozialismus, die er in seinem Buch Sozialismus, Wirtschaftsrechnung und unternehmerische Funktion darlegt, seine Weiterentwicklungen der Österreichischen Konjunkturtheorie, die in seinem Buch Geld, Bankkredit und Konjunkturzyklen zu finden ist, und die Theorie der dynamischen Effizienz, die in seinem Buch The Theory of Dynamic Efficiency enthalten ist. Huerta de Soto vertritt die Auffassung, dass die Analyse der sozialen Realität die adäquate Kombination der folgenden drei Ansätze erfordert: Theorie (Ludwig von Mises), Geschichte-Evolution (Friedrich August von Hayek) und Ethik (Murray Rothbard). Die Werke von Huerta de Soto sind in 21 Sprachen übersetzt worden, darunter Russisch, Chinesisch, Japanisch und Arabisch. In deutscher Sprache liegen mit Die Österreichische Schule – Markt und Kreativität, Geld, Bankkredit und Konjunkturzyklen sowie Sozialismus, Wirtschaftsrechnung und unternehmerische Funktion bisher drei seiner Werke vor. Für Huerta de Soto ist der Anarchokapitalismus dem klassischen Liberalismus theoretisch überlegen. Zudem unterstützt er eine vollständige Liberalisierung der Wirtschaft und eine radikale Reform des derzeitigen Finanzsystems: er fordert eine Rückkehr zum Goldstandard und eine Volldeckung der Sichteinlagen der Banken (Reservesatz von 100 %). Huerta de Soto teilt mit anderen Denkern, wie Murray Rothbard, die These, dass die Schule von Salamanca des Siglo de Oro ein philosophischer, rechts- und wirtschaftswissenschaftlicher Vorgänger der Österreichischen Schule im Allgemeinen und des ökonomischen Liberalismus im Besonderen war und damit die Wiege dessen darstellt, was wir heute Wirtschaftswissenschaften nennen. Im Bereich der angewandten Volkswirtschaftslehre ist er für seine Verteidigung des Euro sehr bekannt. Huerta de Soto betrachtet den Euro als ein „Proxy“ zum Goldstandard, der in der Lage ist, Politiker, Bürokraten und Interessensgruppen zu disziplinieren.
Huerta de Soto ist es gelungen, eine „Schule“ von jungen Akademikern und Anhängern zu gründen, unter denen die Doktoren Philipp Bagus, Miguel Angel Alonso Neira, David Howden, Gabriel Calzada, Javier Aranzadi del Cerro, Oscar Vara Crespo, Adrián Ravier, Juan Ramon Rallo, Miguel Anxo Bastos Boubeta und Maria Blanco unter vielen anderen herausragen. Seit 2011 ist er Mitglied bei der Partei Partido de la Libertad Individual (P-Lib).

## Bibliographie
- Jesús Huerta de Soto: Planes de Pensiones Privados. Editorial San Martín, Madrid 1984, ISBN 84-7140-222-X (Ausgezeichnet 1983 mit dem “Rey Juan Carlos” Preis).
- Jesús Huerta de Soto (Hrsg.): Lecturas de Economía Política. 3 Bände, 1986–1987. Unión Editorial, Madrid, ISBN 84-7209-198-8.
- Jesús Huerta de Soto: Socialismo, Cálculo Económico y Función Empresarial. Unión Editorial, Madrid 1994, ISBN 84-7209-282-8.
- Jesús Huerta de Soto: Dinero, Crédito Bancario y Ciclos Económicos. Unión Editorial, Madrid 1998, ISBN 84-7209-323-9 (mises.org [PDF] Englische Übersetzung: Money, Bank Credit, and Economic Cycles. L. v. Mises Institute, 2008.).
- Jesús Huerta de Soto: Estudios de Economía Política. 2. Auflage. Unión Editorial, Madrid 2004, ISBN 84-7209-408-1 (Erstausgabe:  1994).
- Jesús Huerta de Soto: Die Österreichische Schule der Nationalökonomie – Markt und unternehmerische Kreativität. In: The international library of Austrian economics. 1. Auflage. Band 12. Friedrich-August-von-Hayek-Institut, Wien 2007, ISBN 978-3-902466-03-7 (spanisch: La Escuela Austríaca – Mercado y Creatividad. Madrid 2000. Übersetzt von Ingolf Günter Krumm).
- Jesús Huerta de Soto: Ahorro y Previsión en el Seguro de Vida. Unión Editorial, Madrid 2007, ISBN 978-84-7209-437-6.
- Jesús Huerta de Soto: Nuevos Estudios de Economía Política. 2. Auflage. Unión Editorial, Madrid 2007, ISBN 978-84-7209-440-6 (Erstausgabe:  1994).
- Jesús Huerta de Soto: The Theory of Dynamic Efficiency. Routledge, London / New York 2008, ISBN 978-0-203-93060-1 (eingeschränkte Vorschau in der Google-Buchsuche).
- Jesús Huerta de Soto: Geld, Bankkredit und Konjunkturzyklen. Lucius&Lucius, Stuttgart 2011, ISBN 978-3-8282-0532-1 (Originaltitel: Dinero, crédito bancario y ciclos económicos. Übersetzt von Philipp Bagus).
- Jesús Huerta de Soto: Sozialismus, Wirtschaftsrechnung und unternehmerische Funktion. Lucius&Lucius, Stuttgart 2013, ISBN 978-3-8282-0585-7 (Originaltitel: Socialismo, cálculo económico y función empresarial. Übersetzt von Marius Kleinheyer).